# Hot House (album)
Pour la pièce de théâtre, voir Hot House.
Albums de Gary Burton et Chick Corea
The New Cristal Silence
(2008)
Hot House est le dernier album du duo Gary Burton et Chick Corea, sorti en mars 2012. L'album est le résultat d'un longue collaboration de plus de 40 ans entre les deux artistes.

## Listes des morceaux
| No  | Titre               | Musique                                 | Durée |
| --- | ------------------- | --------------------------------------- | ----- |
| 1.  | Can't we be friends | Paul James/Kay Swift                    | 7:26  |
| 2.  | Eleanor Rigby       | John Lennon/Paul McCartney              | 7:01  |
| 3.  | Chega de Saudade    | Antônio Carlos Jobim/Vinícius de Moraes | 10:46 |
| 4.  | Time Remembered     | Bill Evans                              | 6:13  |
| 5.  | Hot House           | Tadd Dameron                            | 3:54  |
| 6.  | Strange Meadow Lark | Dave Brubeck                            | 7:05  |
| 7.  | Light Blue          | Thelonious Monk                         | 6:04  |
| 8.  | Once I Loved        | Antônio Carlos Jobim/Vinícius de Moraes | 7:22  |
| 9.  | My Ship             | Ira Gershwin/Kurt Weil                  | 11:53 |
| 10. | Mozart Goes Dancing | Chick Corea                             | 7:53  |